# Rift Valley (Kenia)
Rift Valley war die größte der Provinzen Kenias. Ihre Hauptstadt war das am Nakurusee gelegene Nakuru. Sie wurde 2013 in mehrere sogenannte Bezirke (Countys) unterteilt.

## Geographie

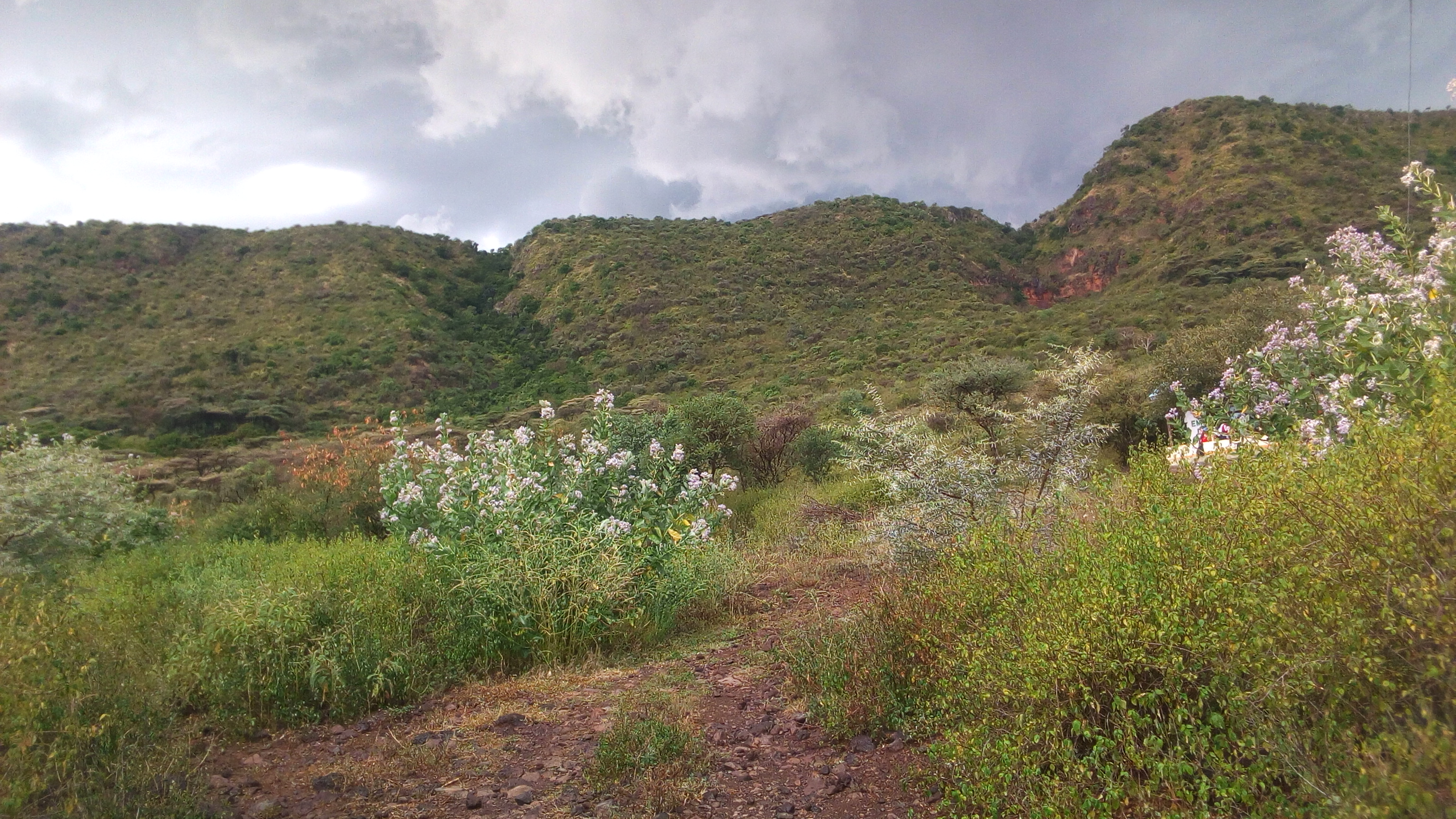
Landschaft in der Nähe von Bogoriasee

Die Provinz bestand in einem bis 100 km breiten Tal, das sich in Nord-Süd-Richtung vom Turkana-See bis Nairobi zieht. Es ist ein Abschnitt des von dem Geologen und Entdecker John Walter Gregory als Great Rift Valley benannten Ostafrikanischen Grabenbruchs. In dieser beeindruckenden kenianischen Landschaft in der Nähe des Baringosees hatte Gregory den Begriff Great Rift Valley geprägt, der später auf das gesamte System des Großen Afrikanischen Grabenbruchs ausgeweitet wurde.

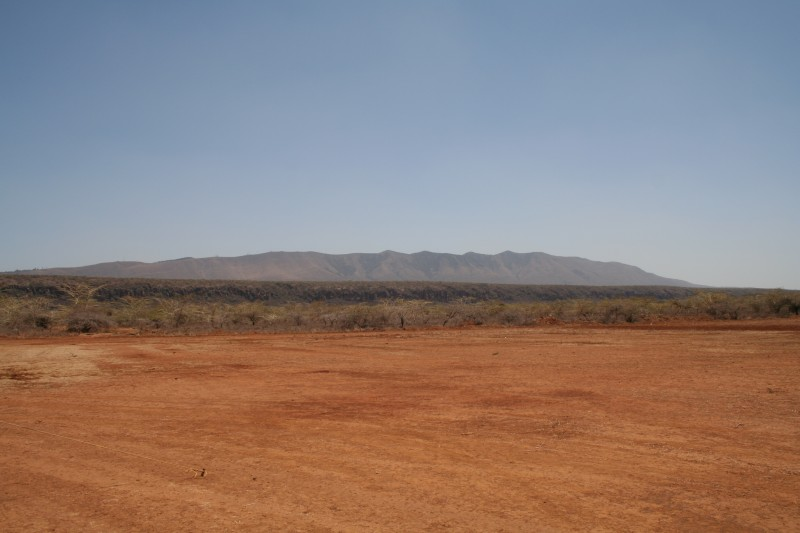
Rift Valley in der Nähe von Nairobi

Im Rift Valley liegt auch die größte Talsperre Kenias, die Turkwel-Talsperre.
Nicht alle in dem Tal liegenden Ebenen sind fruchtbar, es wechseln Graslandschaften mit Wüstengebieten. Die Natronseen (Sodaseen) sind die Heimat einer eigentümlichen Vogelwelt, gekennzeichnet durch das Auftreten der für diesen Teil Afrikas charakteristischen Flamingos.
Rift Valley grenzte im Süden an Tansania, im Westen an Uganda und im Norden an Äthiopien und Südsudan bzw. das zwischen den drei angrenzenden Staaten umstrittene Ilemi-Dreieck.

## Bevölkerung

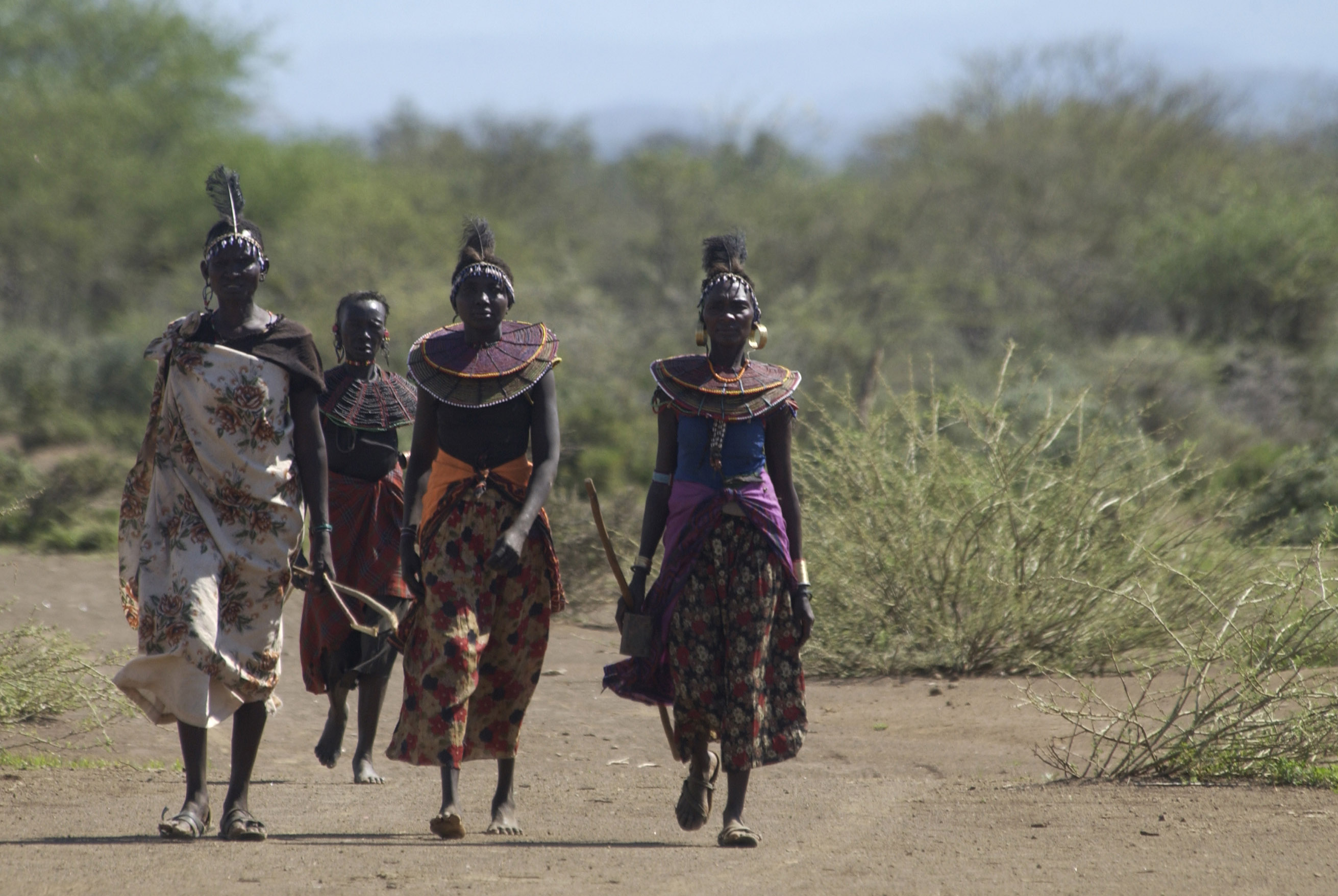
Frauen der Pokot, einer Untergruppe der Kalendjin

Rift Valley war die an Bevölkerung am schnellsten wachsende Provinz Kenias; im Jahre 1989 gab es etwa 4.981.613 Einwohner, 1999 waren es bereits 6.987.036 und 2015 waren es schätzungsweise 12.231.900. Hier lebten verschiedene Bevölkerungsgruppen, darunter die Massai, Samburu, Turkana und Kalendjin.
Im Norden lebten in Kakuma Flüchtlinge aus dem Südsudan, Äthiopien und Somalia.
Im Rahmen der Verfassung von 2010 wurden die kenianischen Provinzen aufgelöst. Auf dem Gebiet der Provinz Rift Valley befinden sich heute die Countys Baringo, Bomet, Elgeyo-Marakwet, Kajiado, Kericho, Laikipia, Nakuru, Nandi, Narok, Samburu, Trans-Nzoia, Turkana, Uasin Gishu und West Pokot.

## Verwaltungsgliederung
Rift Valley war in 18 Distrikte eingeteilt:
| Distrikt    | Hauptstadt    |
| ----------- | ------------- |
| Baringo     | Kabarnet      |
| Bomet       | Bomet         |
| Buret       | Litein        |
| Kajiado     | Kajiado       |
| Keiyo       | Iten/Tambach  |
| Kericho     | Kericho       |
| Koibatek    | Eldama Ravine |
| Laikipia    | Nanyuki       |
| Marakwet    | Kapsowar      |
| Nakuru      | Nakuru        |
| Nandi       | Kapsabet      |
| Narok       | Narok         |
| Samburu     | Maralal       |
| Trans Mara  | Kilgoris      |
| Trans-Nzoia | Kitale        |
| Turkana     | Lodwar        |
| Uasin Gishu | Eldoret       |
| West Pokot  | Kapenguria    |

## Trivia
Das Rift-Valley-Fieber wurde nach dem Tal benannt, da man vermutet, dass das ansteckende Fieber in dieser Gegend seinen Ursprung hat.